# Invitació

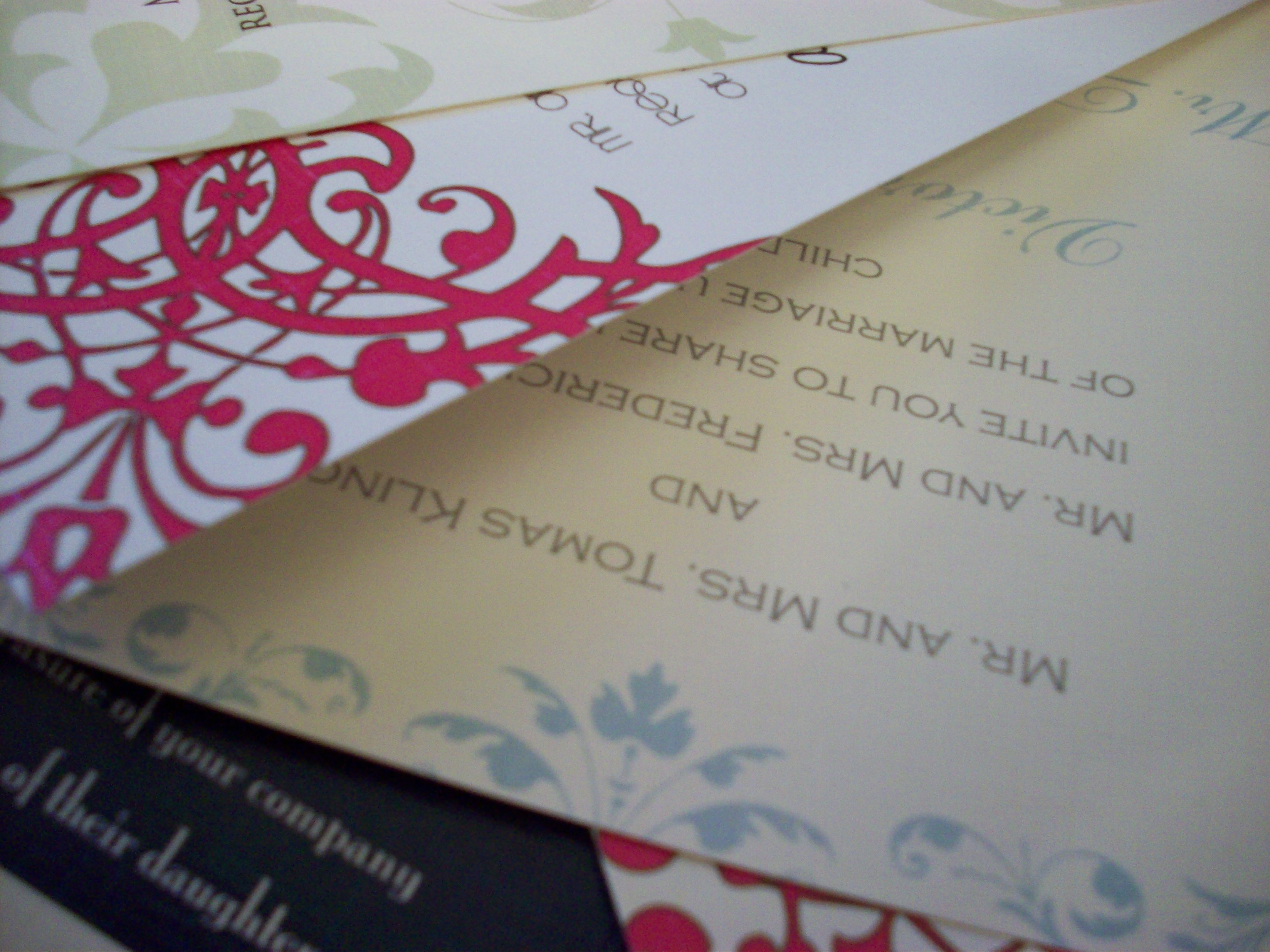
Invitació de casament

Una  invitació és una comunicació mitjançant la qual es demana a una persona, grup de persones o entitat que vagi a cert acte o celebració. La invitació es pot realitzar per diversos mitjans en funció de la importància de l'esdeveniment: des dels més informals com una trucada telefònica o un correu electrònic fins als més formals com una carta personalitzada.
En qualsevol dels casos, la invitació ha de ser feta directament per l'amfitrió o els amfitrions al convidat o convidats i en tots els casos és necessari contestar acceptant o rebutjant la invitació. A la invitació cal explicar-hi el motiu, el lloc, la data i l'hora de l'esdeveniment. Si es tracta d'un acte més o menys formal també és habitual indicar el vestuari adequat (codi d'etiqueta) per acudir-hi; els més habituals són:
- Informal
- Esportiu
- Etiqueta
- Jaqué o uniforme
- Corbata negra i esmòquing per als homes i vestit llarg o vestit de còctel per les dones.
- Corbata blanca i frac per als homes i vestit llarg per les dones.

Algunes invitacions responen a un estricte codi formal. Per exemple, en una clàssica invitació de casament al centre del targetó hi figuren exclusivament els noms de pila dels contraents, i se situen més petits en els laterals de la part superior els noms complets seus progenitors. La invitació pròpiament dita està impresa però és tradició que el sobre vagi escrit a mà. També és habitual acompanyar la invitació amb la targeta dels establiments on s'ha contractat la llista de noces.
Algunes invitacions com les de batejos, casaments o comunions porten implícites la necessitat de fer un regal al/els afortunats que serà de menor quantia si no s'hi pensa assistir.